# ほのか (モデル)
ほのか（1996年3月23日 - ）は、日本のタレント、ファッションモデル、グラビアモデルである。アイ・エヌ・ジー所属、ハーモニープロモーション業務提携。現在はフリーで活動中。

## 経歴
横浜DeNAベイスターズの本拠地、横浜スタジアムでビールの売り子として勤務。当時から人気があり、ほのかとして個人でタレント活動を開始。2016年5月からは川嶋あいらが所属する「つばさグループ」のマネジメント会社アイ・エヌ・ジーとタレント契約。ほのかとしてデビュー。「可愛過ぎる売り子」の芸能界デビューと、2016年5月26日付け『スポーツニッポン』（スポーツニッポン新聞社）の紙面を飾り、2017年4月からはハーモニープロモーションと業務提携を開始。
事務所所属前には読者モデルやサロンモデルとして活動。大学生ファッションサークル【OASIS】の2016年度のMiss of Circleファイナリスト。Samantha Thavasa賞に選ばれた。
2016年6月6日発売の『週刊プレイボーイ』（集英社）で初グラビア。8月、『週刊ヤングジャンプ』（集英社）のグラビア新星発掘グランプリ「ゲンセキ2016」エントリーし、グランプリを受賞。
2019年1月10日、週刊ヤングジャンプ創刊40周年を記念した「SS ELEVEN」に選抜される。
ブログでも競馬予想を展開。2016年7月に『スポーツニッポン』のイベントで福島競馬場にてビール売りをした時に初めて馬券を購入。競馬に興味を持つきっかけになる。その縁で2019年の日本ダービーではスポニチで予想を披露。その後も主要G1で予想をしている。
2019年7月23日発売の『CanCam』（小学館）9月号で同誌の専属モデルに抜擢される。
「ビジュアル路線で行く」という本人希望にもかかわらず、ドッキリ番組で体を張る仕事が増え、「わたしCanCamモデルなのに～」と憤慨する様子が話題となる。
2024年6月21日発売の『CanCam』8月号で同誌の専属モデルを卒業した。

## 人物
- 曽祖父である摺河静男は学校法人摺河学園の創始者[13]。2歳上の兄、10歳上の姉がいる。
- モデル・ほのかりんとは別人である[14]。

## 出演

### バラエティ番組
- サンデージャポン（2016年6月26日、7月10日、17日、31日、2017年1月8日、TBSテレビ）[15]
- 深夜喫茶スジガネーゼ（2016年9月3日、10日、17日、10月30日、フジテレビ） - バニーガール
- MGR∞（2019年4月前半号 - 、J:COMチャンネル）- MC
- じっくり聞いタロウ〜スター近況（秘）報告〜（テレビ東京） - レギュラー
- Let's!美バディ（2022年1月31日 - 、TBSテレビ） - 不定期出演
- こんなところでキャンパーズ！（2023年3月1日 - 4月26日、BS松竹東急）
- うまDOKI（2023年4月1日 - 、京都放送）

### テレビドラマ
- 視覚探偵 日暮旅人（2017年1月22日、日本テレビ）- 榎木の診察所の看護師 役
- グッド・ドクター（2018年7月12日、フジテレビ）- 女性職員・松井杏奈 役
- 病室で念仏を唱えないでください 第2話（2020年1月、TBSテレビ） - プールサイドの美女 役
- 18/40〜ふたりなら夢も恋も〜（2023年7月11日 - 9月12日、TBSテレビ） - 山辺桃子 役

### 配信ドラマ
- 特命係長 只野仁（2017年、AbemaTV） - 舞子 役[16]
- やれたかも委員会（2018年3月10日、AbemaTV） - 振り返るキャバ嬢 役[17]
- スカパー! 朝のTwitterドラマ「軍手が落ちている」（2019年5月27日 - 6月1日、スカパー!Twitter） - 主演

### ラジオ
- God Bless Saturday（2017年4月1日 - 2021年3月27日 レギュラー、横浜エフエム放送） - 担当DJ
- オレたちゴチャ・まぜっ!〜集まれヤンヤン〜（2017年4月15日 - 2018年4月14日 レギュラー、MBSラジオ） - 第9期ヤンヤンガールズ
- 東京サマーランド presents God Bless Saturday SPECIAL（2016年8月20日、横浜エフエム放送）
- 神奈川日産 新型セレナ グルメコンシェルジュ（2016年9月3日～9月30日、横浜エフエム放送） - レポーター
- Tresen+（2016年10月7日、横浜エフエム放送）
- DREAM LAND（2021年4月4日 - 、ニッポン放送） - パーソナリティ
- GROOVE LINE（2022年4月4日-、J-WAVE）

### ウェブテレビ
- バケモノの子 TV初放送直前LIVE!スタジオ地図SP!（2016年7月22日、LINE LIVE）
- 朗読ソフレ 第32夜(2016年12月6日、LINE LIVE)
- お願い!ランキング(2017年1月9日、AbemaTV) - お願い!マンピンコン マンスリーMC
- 芸能マル秘チャンネル(2017年1月12日、AbemaTV)
- フジモンが芸能界から干される前にやりたい10のこと (2017年、AbemaTV) - アシスタントMC (不定期出演)

### ランウェイ
- GirlsAward
  - GirlsAward 2016 AUTUM/WINTER
  - GirlsAward 2017 SPRING/SUMMER
  - GirlsAward 2018 AUTUM/WINTER
- 関西コレクション 2018 A/W
- 第37回 マイナビ 東京ガールズコレクション 2023 AUTUMN／WINTER（2023年9月2日、さいたまスーパーアリーナ）[18]

### PV
- MOTHBALL「W.O.W」（2016年9月14日発売） - 主演

### 広告
- JOYFIT 24 【JOY-JOアンバサダー】
- RUNWAYchannel
- ネクスト - イメージタレント
- ハッピーメール（2022年6月1日 - 2024年5月31日） - ブランドアンバサダー[19][20]

### 始球式
- 埼玉西武ライオンズ 対 千葉ロッテマリーンズ戦 始球式（2023年5月9日、メットライフドーム）

### その他
- めざましテレビ PRESENTS  「T-SPOOK 〜TOKYO HALLOWEEN PARTY2016 〜」
- 映画『少女時代』PR大使
- 富士登山競争 大会アンバサダーに就任[21]
- ベストボディ・ジャパン- 2019那覇大会優勝、2019日本大会3位[22]
- ベストボディ・ジャパン - 2020埼玉大会2位、2020高松大会優勝、2020日本大会準優勝[23]
- a-nation online 2020 Purple Stage出演

## 書籍

### 雑誌
- 『CanCam』（2019年9月号 - 2024年8月号、小学館） - 専属モデル

### 電子写真集
- 「向日葵」（2020年9月7日、集英社）